# Sender Eberbach
Der Sender Eberbach ist ein UKW-Rundfunksender des Südwestrundfunks (ehemals des Süddeutschen Rundfunks) auf einem Hügel bei Neckarwimmersbach. Er verwendet als Antennenträger einen freitragenden Stahlfachwerkturm. Der Sender schließt Empfangslücken des Senders Heidelberg im Neckartal um Eberbach. In den 1950er Jahren diente die Anlage auch dem Mittelwellenrundfunk und bis zur Einführung von DVB-T auch als Fernsehumsetzer.

## Frequenzen und Programme

### Analoger Hörfunk (UKW)
| Frequenz (MHz) | Programm               | RDS PS   | RDS PI | Regionalisierung  | ERP (kW) | Antennendiagramm rund (ND)/gerichtet (D) | Polarisation horizontal (H)/vertikal (V) |
| -------------- | ---------------------- | -------- | ------ | ----------------- | -------- | ---------------------------------------- | ---------------------------------------- |
| 93,3           | SWR1 Baden-Württemberg | SWR1_BW_ | D301   | –                 | 0,01     | ND                                       | H                                        |
| 87,7           | SWR Kultur             | SWR_Kult | D3A2   | Baden-Württemberg | 0,01     | ND                                       | H                                        |
| 91,2           | SWR3                   | __SWR3__ | D3A3   | Baden / Kurpfalz  | 0,01     | ND                                       | H                                        |

### Analoges Fernsehen (PAL)
Vor der Umstellung auf DVB-T diente der Sendestandort auch für analoges Fernsehen:
| Kanal | Frequenz (MHz) | Programm        | ERP (kW) | Sendediagramm rund (ND)/ gerichtet (D) | Polarisation horizontal (H)/ vertikal (V) |
| ----- | -------------- | --------------- | -------- | -------------------------------------- | ----------------------------------------- |
| 9     | 203,25         | Das Erste (SWR) | 0,04     | D                                      | 45-Grad (Nordost), H (West)               |